# Verbascum laxum
Verbascum laxum là một loài thực vật có hoa trong họ Huyền sâm. Loài này được Filar. & Jav. miêu tả khoa học đầu tiên.